# Santa Severa (Santa Marinella)
Santa Severa è l'unica frazione di Santa Marinella (Roma) nonché importante centro turistico balneare. Situata lungo la via Aurelia, antica via consolare, a circa 8 chilometri a sud di Santa Marinella e 50 a nord di Roma, all'estremità meridionale della maremma laziale e ai piedi dei Monti della Tolfa, prende il nome da Santa Severa, qui martirizzata nel II secolo. La parte abitata della frazione si estende per circa 3 chilometri: il castello medievale rappresenta il confine meridionale mentre la spiaggia dei cosiddetti "grottini" rappresenta il confine settentrionale.

## Storia
Nello stesso sito del Castello di Santa Severa, al limite meridionale della frazione, sorgeva già nel Neolitico e poi nell'età del Bronzo un villaggio costiero, testimoniato da alcuni ritrovamenti ceramici. Successivamente nell'area si sviluppò l'importante abitato etrusco di Pyrgi, che fu il porto principale di Caere (l'odierna Cerveteri, da cui dista 13 chilometri) e uno tra i più importanti scali marittimi di tutta l'Etruria. Frequentata da mercanti greci e fenici, Pyrgi fu sede di un celebre santuario sacro alla dea Uni (assimilata alla fenicia Astarte). La città è citata da Virgilio nell'Eneide.
Sul sito dell'antico porto etrusco fu impiantata nel 264 a.C. una colonia romana, fortificata da maestose mura "ciclopiche" ancora in parte conservate.
Nel corso dell'alto medioevo si sviluppò sulle rovine della cittadina romana un piccolo borgo medievale affiancato da un castello dell'XI secolo prospiciente il mare. Nel 1068 il cavaliere normanno Gerardo di Galeria donava la chiesa e il castello di Santa Severa all'abbazia di Farfa che poi li cedette ai confratelli di San Paolo. Le famiglie nobili dei Tiniosi e dei Bonaventura lo contesero per decenni finché nel 1482 Papa Sisto IV non lo donò al Pio Istituto Santo Spirito.
Il centro balneare di Santa Severa si sviluppò negli anni trenta come residenza estiva di numerosi gerarchi fascisti. Le abitazioni costruite facevano parte della "Cooperativa 28 Ottobre". All'inizio le case, tutte ville unifamiliari, si fermavano al corso del Fosso Eri; successivamente, già dagli anni sessanta, l’abitato si sviluppò verso nord e solo negli anni settanta venne costruita anche la località più settentrionale denominata "Grottini", anche se questo toponimo spetta a un luogo un po’ più lontano, l’unico tratto non edificato, con riferimento alle cavità che il mare scava nella alta costa di argilla e arenaria, che frana gradualmente (si pensi che una casamatta ancora in posto nel 1962 si trova ora, disgregata, nel mare a numerosi metri dalla costa).
Nella seconda metà degli anni sessanta il Pio Istituto di Santo Spirito, all'epoca proprietario del Castello di Santa Severa, ne ordinò la ristrutturazione. I lavori furono diretti da Riccardo Medici e vennero ultimati nel 1970.

## Archeologia
Gli scavi di Pyrgi hanno portato alla luce i resti di un grande santuario sorto a pochi passi dalla riva, comprendente due templi (A e B), il più grande dei quali dedicato alla dea etrusca Uni, assimilata alla fenicia Astarte. Il tempio più antico (tempio B) è databile alla fine del VI secolo a.C., il più recente e più maestoso (tempio A) alla prima metà del V secolo a.C. Tra i ritrovamenti più importanti dell'area sono da citare i frammenti di un altorilievo di terracotta dipinta con figure a rilievo di carattere mitologico (mito dei Sette contro Tebe), che ornava il frontone del tempio più recente e oggi ricostruito al Museo di Villa Giulia a Roma. Nel 1964 furono inoltre qui rinvenute le lamine d'oro di Pyrgi, tre lamine d'oro alte 20 centimetri risalenti al 500 a.C. circa, contenenti testi sacri in fenicio ed etrusco, anch'esse esposte al Museo di Villa Giulia. Gli scavi del sito sono ancora in corso.

## Luoghi di interesse
Castello di Santa Severa
Nel borgo presso il castello è la sede del "Polo Museale Civico del Castello di Santa Severa”, comprendente il Museo del Castello di Santa Severa e il Museo del Mare e della Navigazione Antica, quest'ultimo dedicato all'illustrazione dei commerci marittimi durante l'età antica. Di notevole interesse anche la Chiesa di Santa Maria Assunta, che presenta un interno romanico con una tela d'altare raffigurante l'assunzione tra le sante Severa e Marinella.
Riserva Naturale Regionale di Macchiatonda
Grottini
Situati al confine nord della cittadina, e opposti al castello medievale, i grottini sono un'area della costa caratterizzata da spiagge sassose e una scogliera di tufo. Questa parete di pietra rossa friabile, con le sue numerose rientranze e protuberanze dà il nome al luogo.
Colonia
Costruita durante il fascismo come colonia per i bimbi degli ospedalieri romani, l'edificio dislocato sul lungomare della cittadina è attualmente abbandonato.

## Infrastrutture e trasporti
Santa Severa è lambita a nord dalla Strada statale 1 Via Aurelia ed è situata a poca distanza dall'uscita Santa Severa - Santa Marinella, sull'Autostrada A12 Roma - Civitavecchia.
Le strade della città sono inoltre divise in piccoli gruppi a seconda del nome. Vi è un gruppo di strade che prendono il nome da piante (via delle rose, via degli oleandri), da civiltà e famiglie storiche (via dei Normanni, via degli Orsini, via dei Pelasgi), da personaggi storici (via G. Falcone) e da fiumi (via Tevere, via Isonzo, via Tagliamento).
Possiede, inoltre, una stazione sulla Ferrovia Tirrenica, nel tratto compreso tra Marina di Cerveteri e Santa Marinella. La stazione fino al 2021 di difficile accesso a piedi in quanto costringeva ad attraversare l'aurelia, dal 2022 fornisce un servizio di navetta gratuita che percorre l'intera città.

## Galleria d'immagini

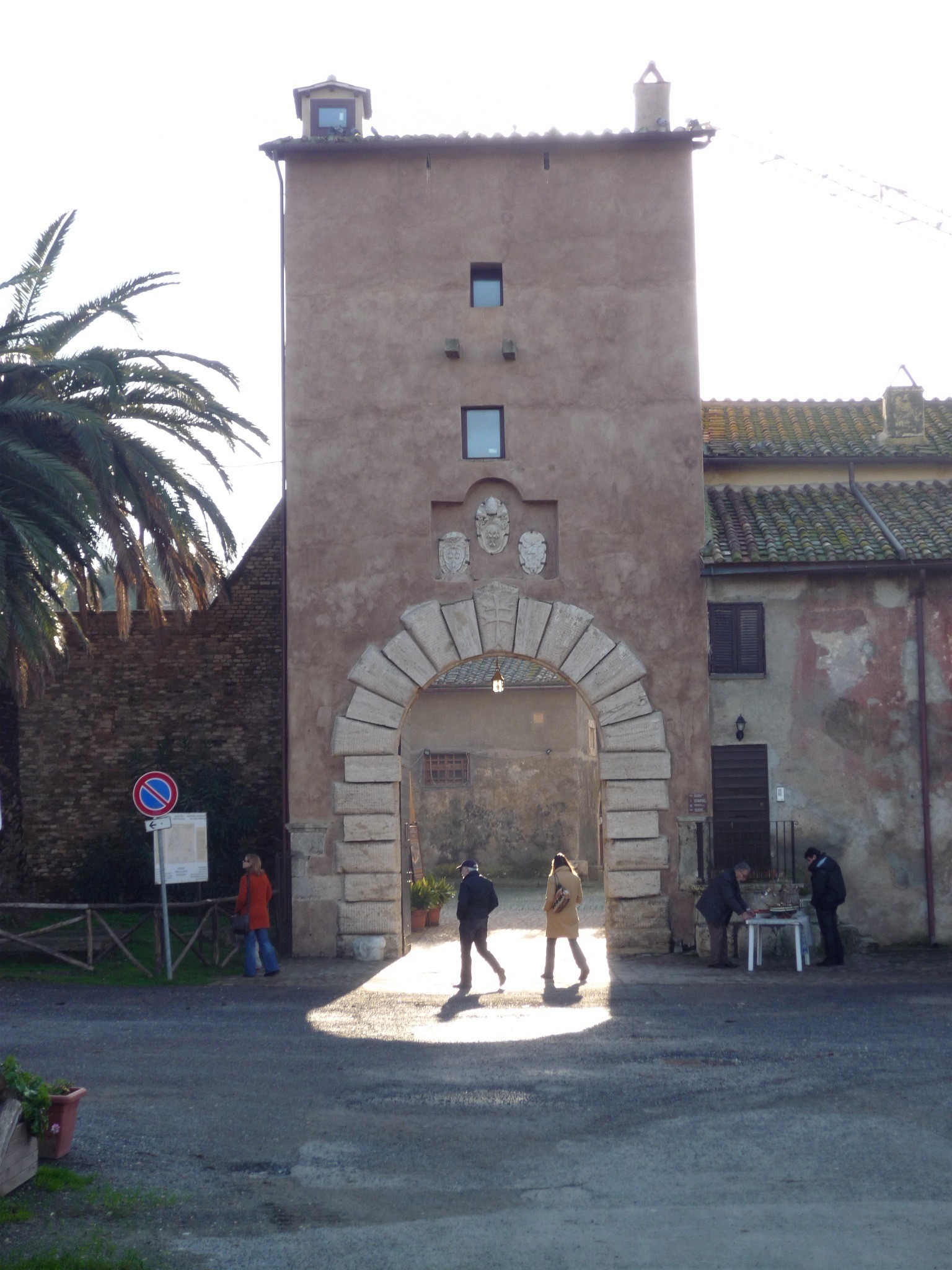
Ingresso al castello
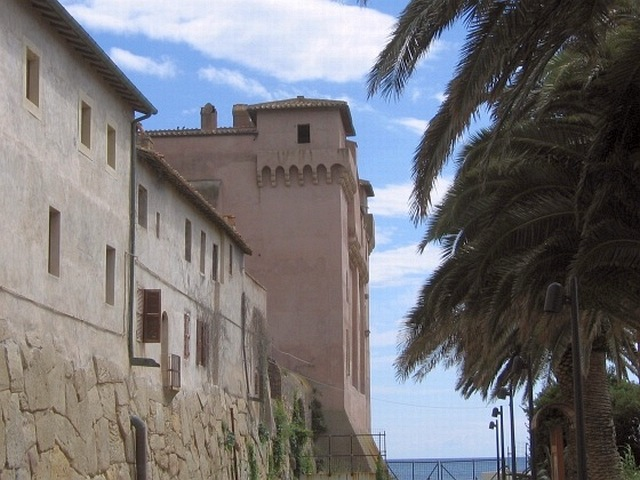
Le mura del castello
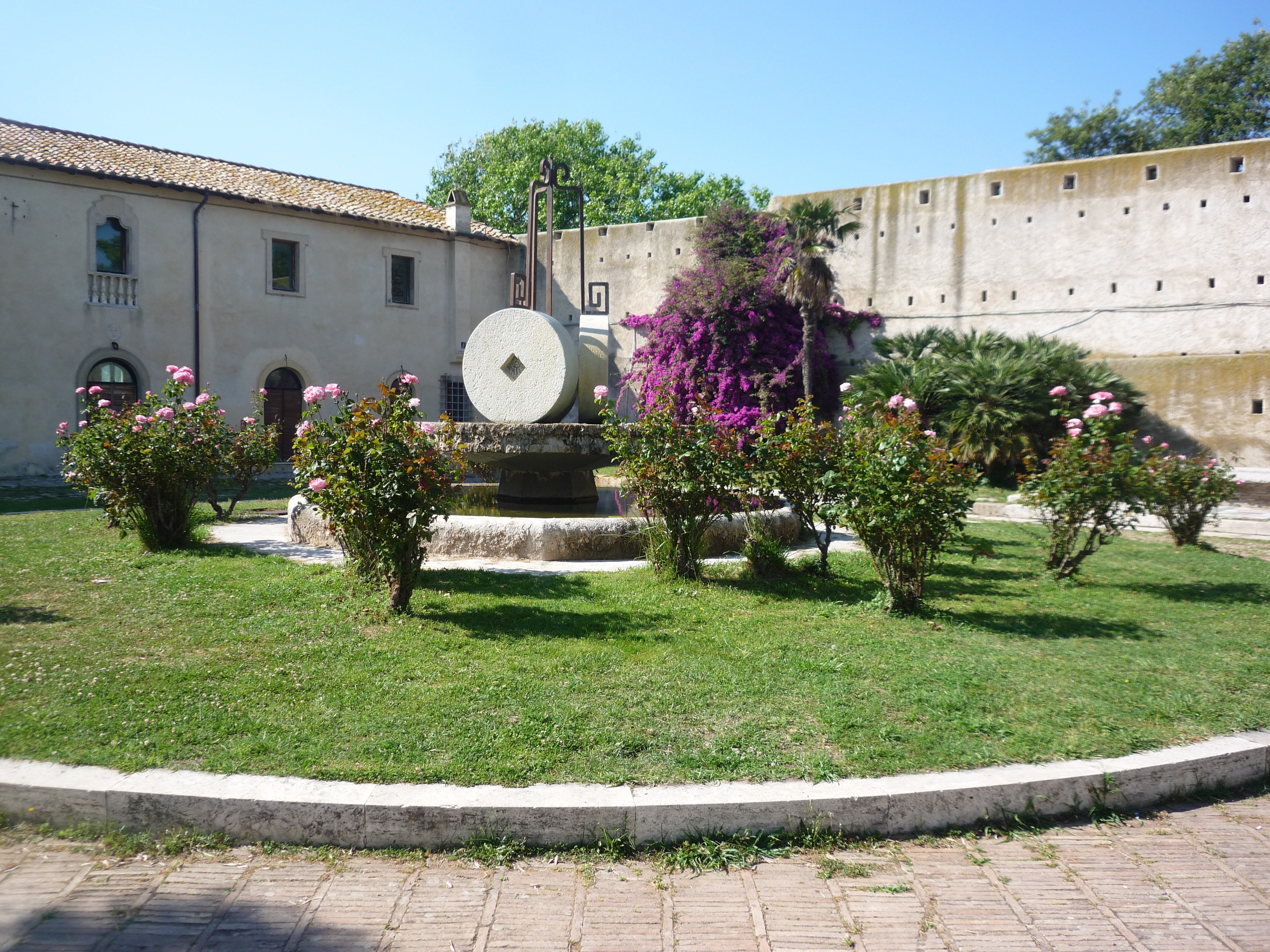
Cortile del castello
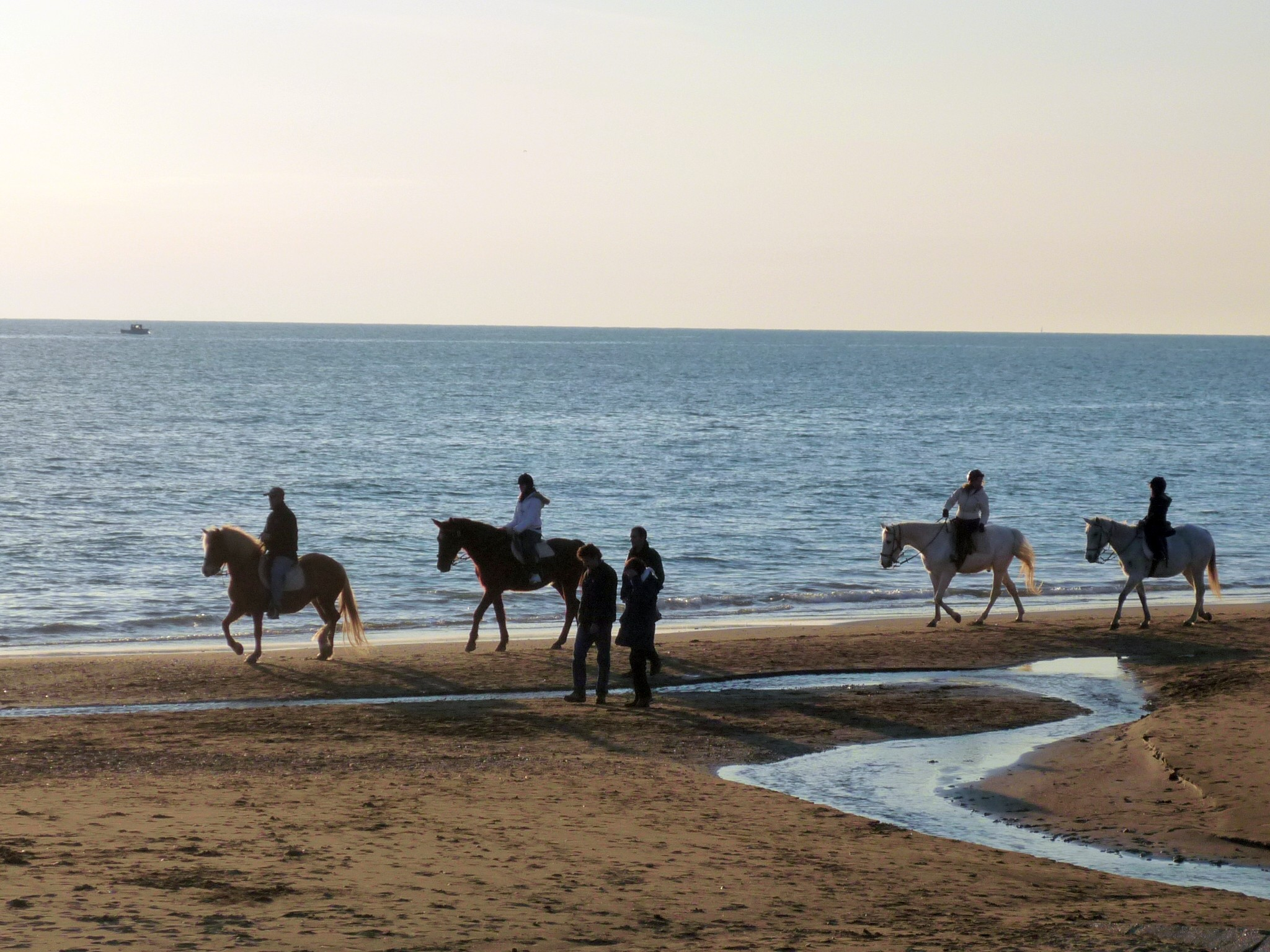
Equitazione in inverno
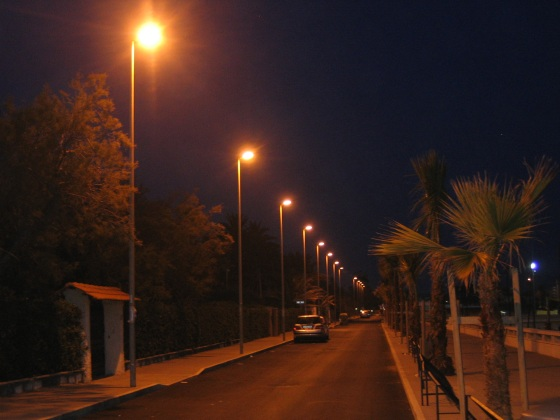
via Lungomare nella notte
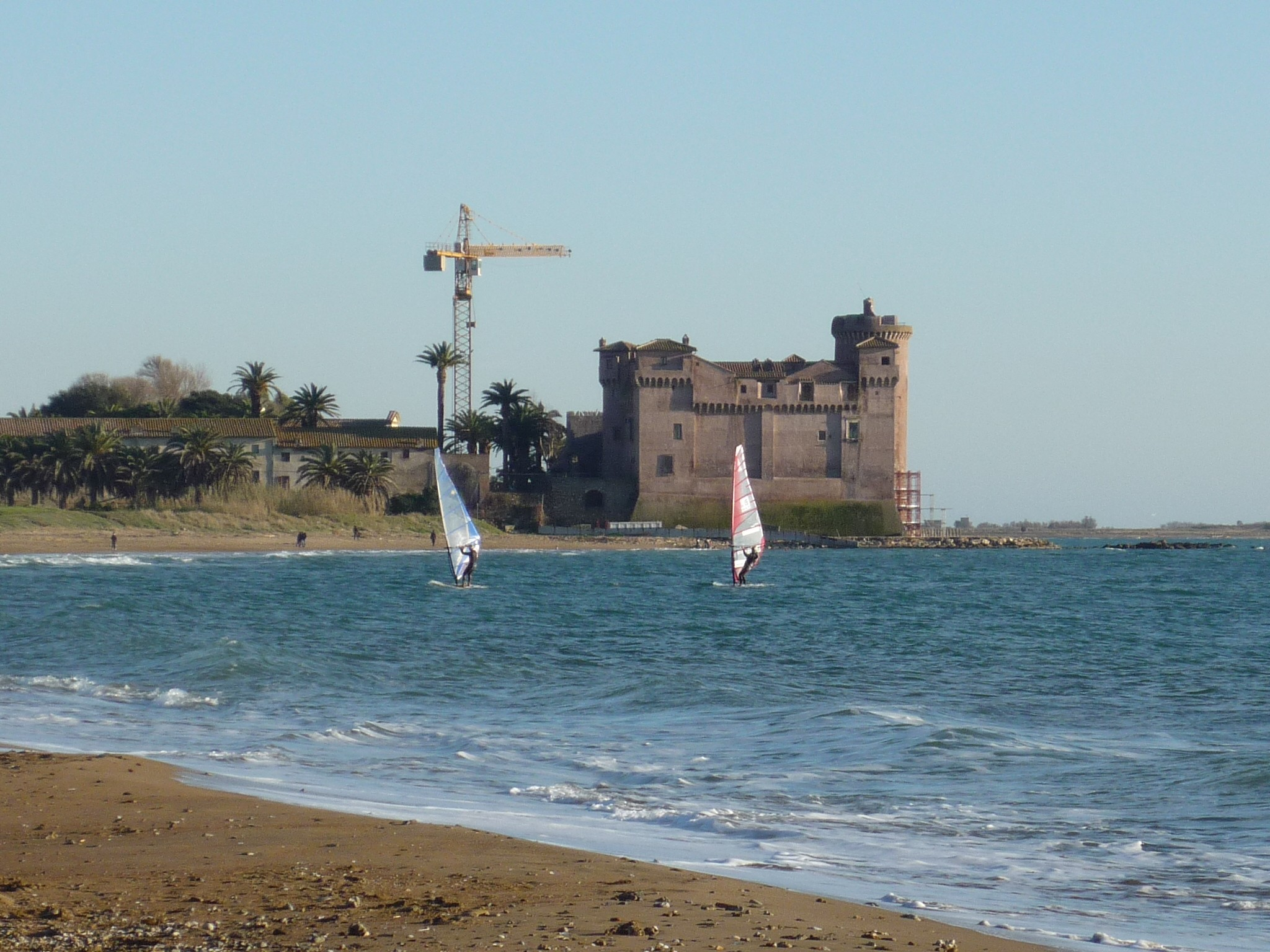
Windsurf a Santa Severa
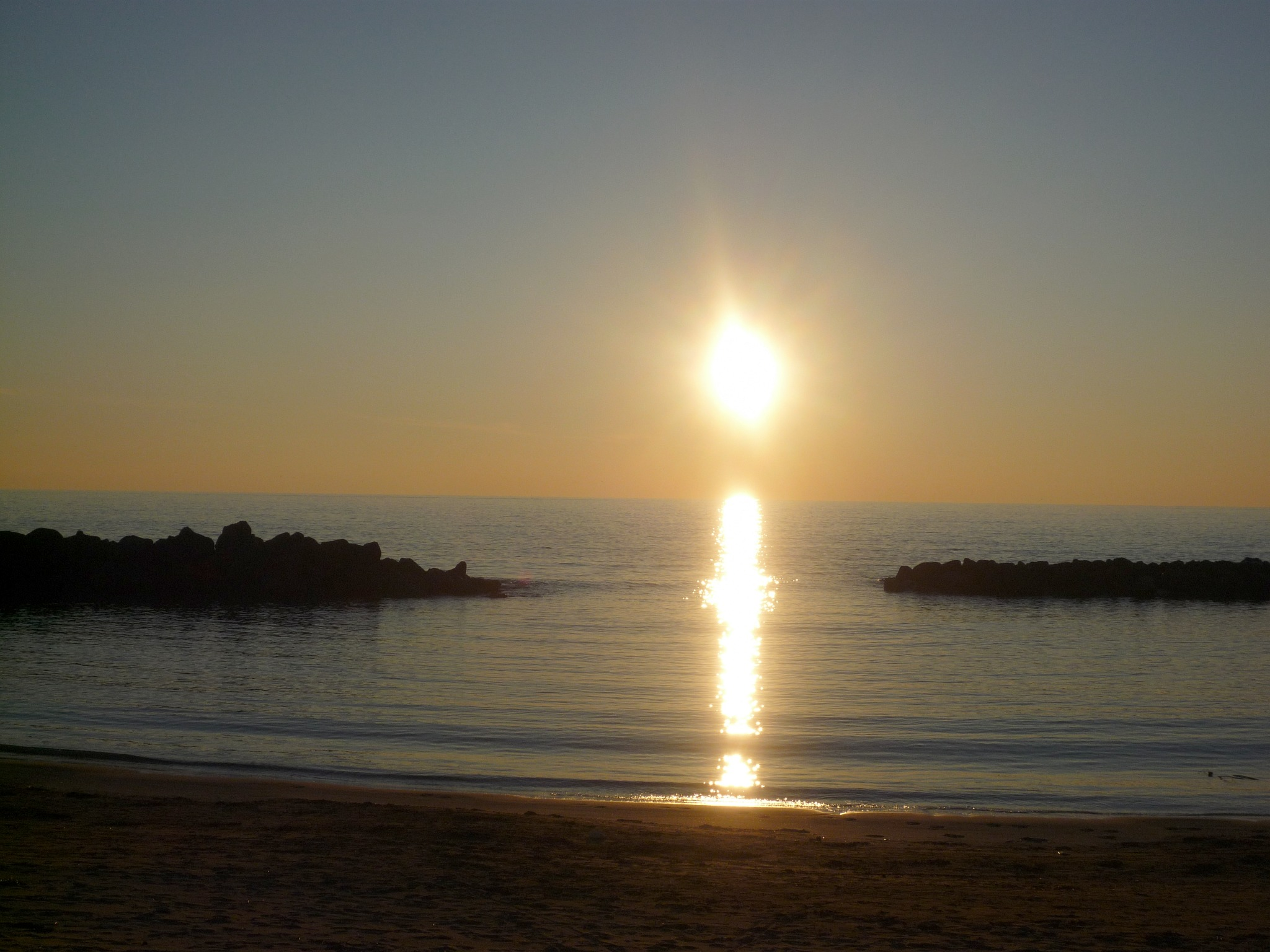
Tramonto sul mare Tirreno
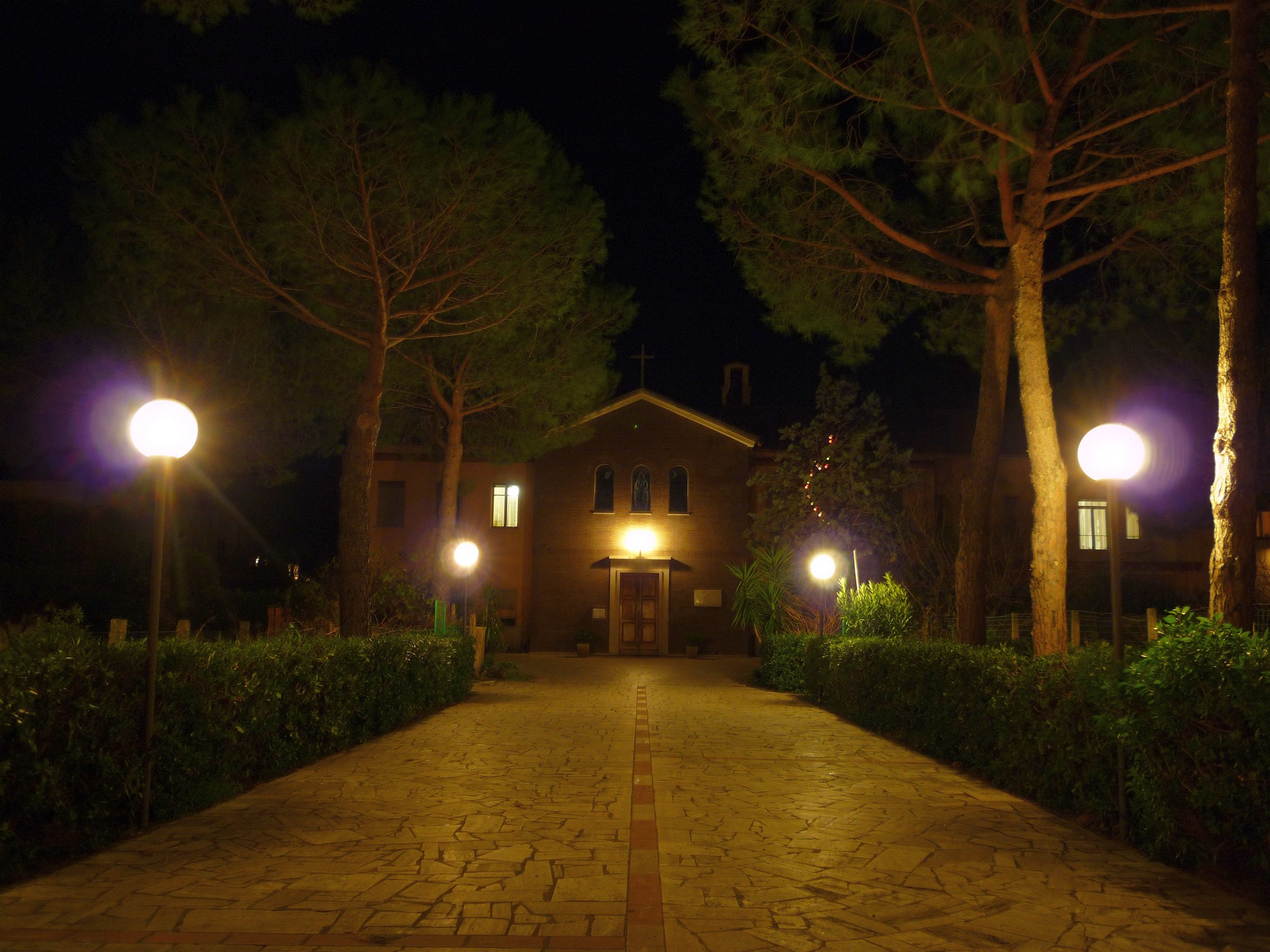
Convento dei francescani
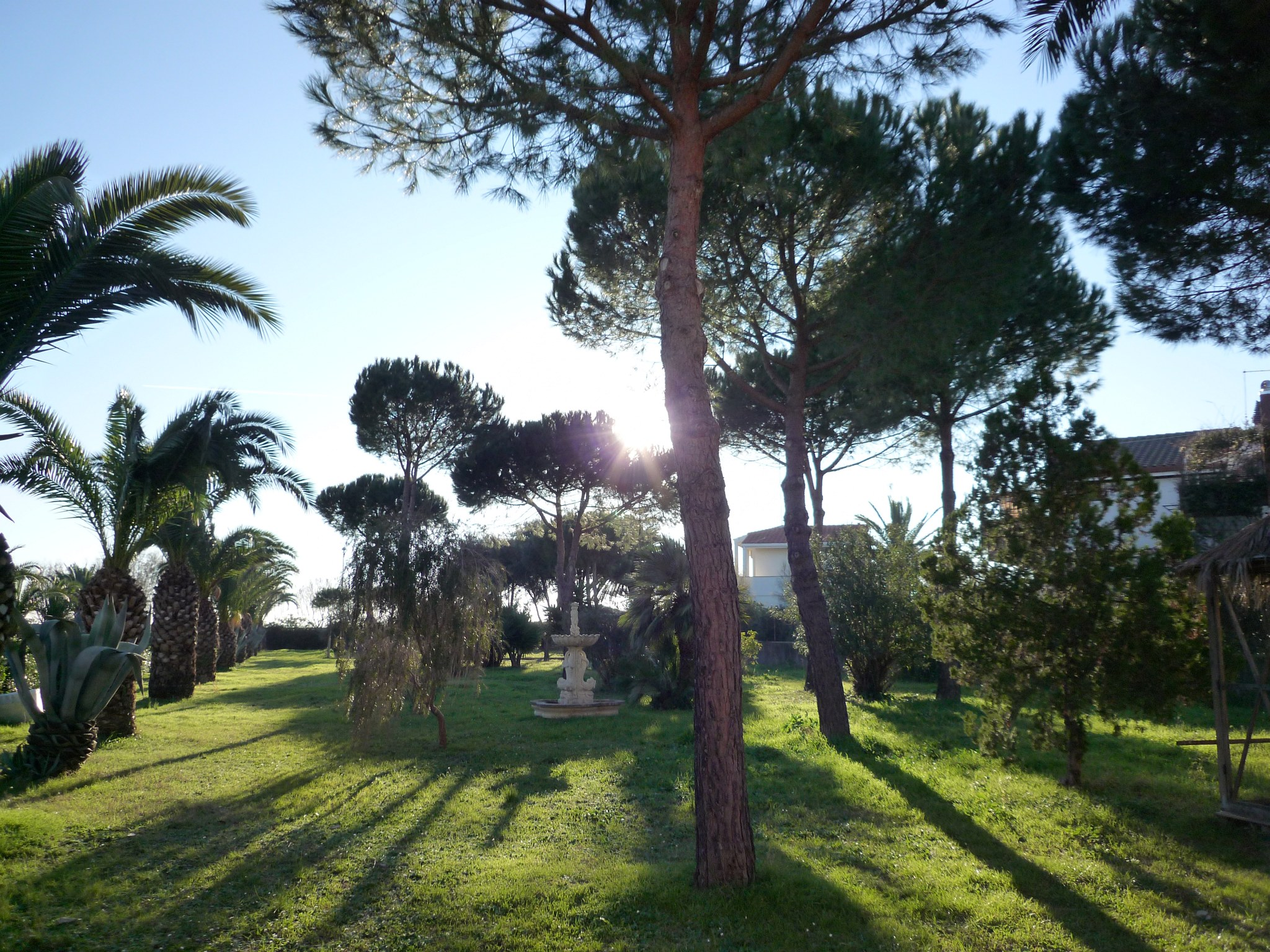
Pomeriggio nel giardino dei francescani
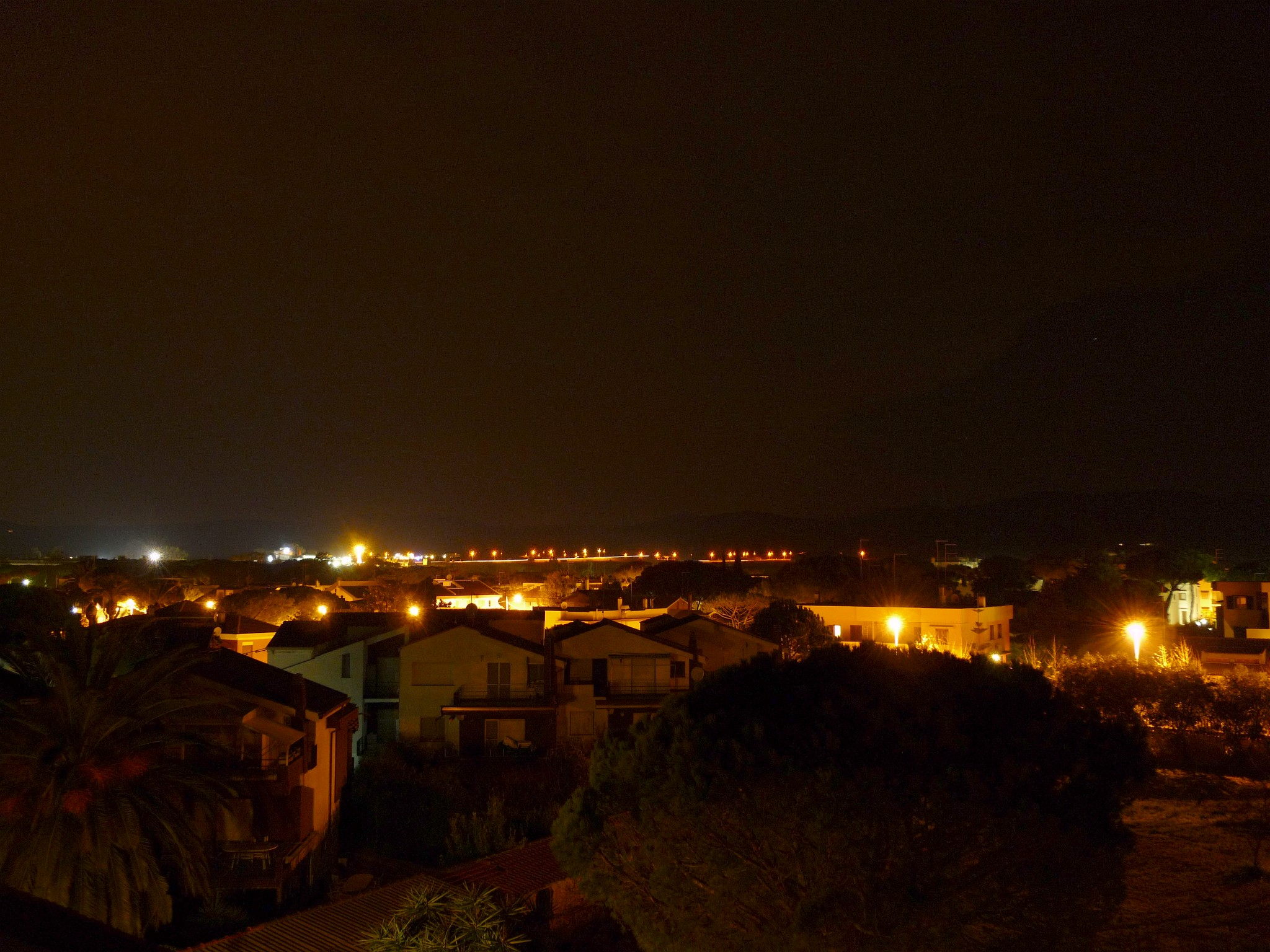
Benvenuto all'anno nuovo (2009)